# Gundelsheim (Oberfranken)
Gundelsheim ([ˈɡʊndl̩sˌhaɪ̯m] ⓘ) ist eine Gemeinde im oberfränkischen Landkreis Bamberg und zählt zur Metropolregion Nürnberg.

## Geografie

### Geografische Lage
Die Gemeinde liegt in der Region Oberfranken-West rund sieben Kilometer nördlich von Bamberg am Kreuz Bamberg, dem Kreuzungspunkt der Autobahnen A 70 und A 73. Es gibt zwei regionale Kreisstraßenverbindungen zur B 4 und zur Staatsstraße 2190.

### Gemeindegliederung
Es gibt nur die Gemarkung und den Gemeindeteil Gundelsheim.

### Nachbargemeinden
Nachbargemeinden sind (von Norden beginnend im Uhrzeigersinn): Memmelsdorf, Bamberg, Hallstadt und Kemmern.

## Geschichte

### Bis zur Gemeindegründung
Gundelsheim gehörte zum Hochstift Bamberg und ab 1500 auch zum Fränkischen Reichskreis. Seit dem Reichsdeputationshauptschluss von 1803 gehört der Ort zu Bayern (Siehe auch Geschichte Frankens). Im Zusammenhang mit den Verwaltungsreformen im Königreich Bayern entstand mit dem Gemeindeedikt von 1818 die heutige Gemeinde.

### 20. Jahrhundert
Im Jahr 1969 wurde in Gundelsheim die Kirche Sieben Schmerzen Mariä errichtet.

### Abtretungen
Am 1. Juli 1972 wurde der Gemeindeteil Hirschknock an Bamberg abgetreten.

### Einwohnerentwicklung
Im Zeitraum von 1988 bis 2018 wuchs die Gemeinde von 2911 auf 3494 um 583 Einwohner bzw. um 20 %.
| Jahr            | 1961 | 1970 | 1987 | 1991 | 1995 | 2000 | 2005 | 2010 | 2015 | 2020 |
| --------------- | ---- | ---- | ---- | ---- | ---- | ---- | ---- | ---- | ---- | ---- |
| Einwohner       | 1014 | 1335 | 2755 | 3074 | 3345 | 3339 | 3324 | 3272 | 3367 | 3544 |
| mit Hirschknock | 1122 | 1454 |      |      |      |      |      |      |      |      |

### Konfessionsstatistik
Die Einwohner waren laut Zensus am 9. Mai 2011 zu 68,0 % römisch-katholisch und zu 18,7 % evangelisch, 13,4 % hatten eine andere Religion oder waren konfessionslos. Die Zahl der Einwohner mit christlicher Religion ist seitdem gesunken. Ende 2019 hatte Gundelsheim 3751 Einwohner, davon 57,9 % Katholiken und 17,7 % Protestanten. 24,4 % hatten entweder eine andere oder gar keine Religionszugehörigkeit.

## Politik

### Bürgermeister
Erster Bürgermeister ist seit dem 1. Mai 2008 Jonas Merzbacher (SPD). Mit 24 Jahren war er zum Amtsantritt der zweitjüngste Bürgermeister Deutschlands. Er gewann 2008 in der Stichwahl mit 68,23 % der Stimmen gegen Norbert Mittmann (Freie Wählergemeinschaft) und wurde 2014 und 2020 jeweils im ersten Wahlgang mit 70,97 % bzw. 74,76 % bei jeweils einem Gegenkandidaten im Amt bestätigt. Merzbachers Vorgänger war Hans-Jürgen Grieger (CSU). Dieser war im Jahr 2002 Nachfolger von Gerhard Dorsch (Bürgergemeinschaft), der seit 1990 amtierte. Dessen Vorgänger war seit 1972 Michael Arneth (Bürgergemeinschaft), zuvor amtierte Georg Wolf (CSU). Zweiter Bürgermeister ist Robert Martin (Bürgergemeinschaft).

### Gemeinderat
Der Gemeinderat besteht in der Wahlperiode 2020–2026 aus folgenden Parteien und Wählergemeinschaften (in Klammern 2014–2020 und 2008–2014):
- SPD 5 (5, 4) Sitze
- CSU 4 (5, 4) Sitze
- Bürgergemeinschaft 2 (3, 4) Sitze
- Freie Wählergemeinschaft 2 (1, 2) Sitz(e)
- Grüne/Frischer Wind 2 (2, 2) Sitze
- FDP 1 (0, 0) Sitz(e)

### Wappen
| Wappen von Gundelsheim | Blasonierung: „Geteilt von Schwarz und Gold, an der Teilungslinie ein oberhalbes goldenes Glevenrad und ein unterhalbes schwarzes Mühlrad.“ |
| Wappen von Gundelsheim | Wappengeschichte: Das Attribut des Heiligen Theodor ist die so genannte Glevenhaspel, die auch als Lilienrad bezeichnet wird. Sie weist auf das Karmeliterkloster St. Theodor in Bamberg hin und stellt die enge Beziehung Bambergs zu Gundelsheim dar. Sie kommt auch durch die Farben Schwarz und Gold des Bamberger Fürststifts zum Ausdruck. Die Glevenhaspel steht auch im Wappen des Klosters. Die Lilie gilt als Mariensymbol und weist auf das Patrozinium der 1903 erbauten Kirche Sieben Schmerzen Mariens hin bzw. auf deren gleichnamigen 1968 errichteten Nachfolgebau, der ebenfalls der Schmerzhaften Muttergottes geweiht ist. Das halbe Mühlrad in der unteren Hälfte des Wappens erinnert daran, dass der Fluss Ellernbach für Gundelsheim immer eine besondere Bedeutung hatte. Am Ufer des Leitenbachs lag die ehemalige Mühle. Dieses Wappen wird seit 1981 geführt. |

## Kultur und Sehenswürdigkeiten

### Bildung
In Gundelsheim gibt es einen Kindergarten mit 125 Plätzen und die Volksschule mit neun Lehrern und 136 Schülern.
Die Kindertagesstätte St. Marien bietet eine Betreuung in vier Gruppen, davon eine Krippengruppe für Kinder im Alter von acht Wochen bis drei Jahren und drei Gruppen für Kinder von zwei bis sechs Jahren.

## Ehrenbürger
Jacobus Beck, O. Carm. (* 9. März 1905 in Hartenreuth; † 8. Mai 1967 in Bamberg), langjähriger Pfarrer in Gundelsheim. Exprovinzial, Erzbischöflicher Geistlicher Rat, Direktor des Spätberufenengymnasiums Theresianum am Karmelitenkloster in Bamberg.

## Wirtschaft und Infrastruktur
Die Gemeindesteuereinnahmen betrugen im Jahr 2020 umgerechnet 3.086.000 Euro, davon waren umgerechnet 509.000 Euro Gewerbesteuereinnahmen (netto).

### Wirtschaft einschließlich Land- und Forstwirtschaft
2020 gab es nach der amtlichen Statistik im produzierenden Gewerbe 101 und im Bereich Handel, Verkehr und Gastgewerbe 40 sozialversicherungspflichtig Beschäftigte am Arbeitsort. In sonstigen Wirtschaftsbereichen waren am Arbeitsort 173 Personen sozialversicherungspflichtig beschäftigt. Sozialversicherungspflichtig Beschäftigte am Wohnort gab es insgesamt 1364. Im verarbeitenden Gewerbe gab es keinen Betrieb mit 20 oder mehr Beschäftigten, im Bauhauptgewerbe drei Betriebe. Im Jahr 2020 gab es in Gundelsheim nur einen landwirtschaftlichen Betrieb.

### Brauereien
In Gundelsheim gibt es keine Brauerei mehr. Die letzte war die Brauerei Leicht, die 1959 schloss.

### Verkehr
Gundelsheim hatte einen Haltepunkt an der Bahnstrecke Bamberg–Scheßlitz, die 1985 (Personenverkehr) und 1988 (Güterverkehr) stillgelegt und anschließend demontiert wurde.
Der Ort ist an eine Buslinie des VGN (Verkehrsverbund Großraum Nürnberg) angeschlossen.